# Arthur Henry Bullen
Arthur Henry Bullen, född 9 februari 1857 och död 29 februari 1920, var en engelsk litteraturforskare.
Bullen var kännare av den elisabetanska tidens lyrik och dramatik. Genom talrika tryckta nyutgåvor från tiden försökte Bullen stimulera intresset för tiden.
Bland hans publikationer kan märkas en Shakespeareupplaga (10 band, 1904–1907) och den första samlade upplagan av den förut bortglömde skalden Thomas Campions verk (1889).